# Anton Øyvindsson
Anton Øyvindsson (ur. 5 lipca 2002 w Akureyri) – islandzki kombinator norweski, a następnie skoczek narciarski. Rekordzista Islandii w długości skoku narciarskiego mężczyzn.

## Życiorys
Øyvindsson urodził się w Akureyri w Islandii w islandzko-norweskiej rodzinie (matka jest Islandką, a ojciec Norwegiem), z którą około dwa miesiące później wyjechał na stałe do Norwegii. W dzieciństwie uprawiał między innymi biegi narciarskie, kolarstwo górskie, biathlon czy bieg na orientację. W wieku 10 lat zaczął regularne treningi skoków narciarskich i kombinacji norweskiej, początkowo skupiając się na uprawianiu drugiej z tych dyscyplin.
W marcu 2018 w Trondheim wziął udział w zawodach FIS Youth Cup w kombinacji norweskiej (Gundersen HS65/4,5 km), plasując się dwukrotnie w drugiej dziesiątce (17. i 15. pozycja) i stając się tym samym pierwszym od lat 60. XX wieku reprezentantem Islandii startującym w oficjalnych zawodach międzynarodowych w kombinacji norweskiej bądź skokach narciarskich rozgrywanych pod egidą FIS. Wcześniej w tym samym roku ustanowił nowy rekord Islandii w długości skoku narciarskiego mężczyzn, podczas jednego ze skoków treningowych w Lillehammer uzyskując odległość 92 metrów. Tym samym poprawił 58-letni wynik Skarphéðinna Guðmundssona, który w trakcie treningów na Zimowych Igrzyskach Olimpijskich 1960 uzyskał dystans 80 metrów.
Przed sezonem 2020/21 zdecydował się na zmianę uprawianej dyscypliny z kombinacji norweskiej na skoki narciarskie. 22 listopada 2020, podczas konkursu Norges Cup na Midtstubakken w Oslo, oddał skok na odległość 94,5 metra, poprawiając swój dotychczasowy rekord Islandii. 5 grudnia tego samego roku, jako przedskoczek przed konkursem indywidualnym mistrzostw Norwegii w skokach narciarskich na skoczni Lysgårdsbakken w Lillehammer pobił ten wynik o 0,5 metra.
22 września 2021 podczas treningu na Wielkiej Krokwi im. Stanisława Marusarza w Zakopanem ustanowił nowy rekord kraju skokiem na odległość 127 metrów. W listopadzie 2021 w Falun zadebiutował w zawodach FIS Cupu w skokach narciarskich, plasując się na miejscach 51. (ostatnim) i 46. (wyprzedzając dwóch zawodników). W grudniu 2021 wystąpił w zawodach tego cyklu w Notodden. Zajął 44. i 45. lokatę – w obu przypadkach ostatnią.
Po sezonie 2021/2022 poinformował o zakończeniu sportowej kariery.

## FIS Cup

### Miejsca w poszczególnych konkursachFIS Cupu
| Źródło                                                                        | Źródło      | Źródło       | Źródło       | Źródło           | Źródło           | Źródło      | Źródło      | Źródło       | Źródło       | Źródło      | Źródło      | Źródło      | Źródło      | Źródło           | Źródło           | Źródło        | Źródło        | Źródło         | Źródło       | Źródło       | Źródło        | Źródło        | Źródło | Źródło | Źródło | Źródło | Źródło | Źródło | Źródło | Źródło | Źródło | Źródło | Źródło | Źródło | Źródło | Źródło | Źródło | Źródło | Źródło |
| ----------------------------------------------------------------------------- | ----------- | ------------ | ------------ | ---------------- | ---------------- | ----------- | ----------- | ------------ | ------------ | ----------- | ----------- | ----------- | ----------- | ---------------- | ---------------- | ------------- | ------------- | -------------- | ------------ | ------------ | ------------- | ------------- | ------ | ------ | ------ | ------ | ------ | ------ | ------ | ------ | ------ | ------ | ------ | ------ | ------ | ------ | ------ | ------ | ------ |
| Sezon 2021/2022                                                               |             |              |              |                  |                  |             |             |              |              |             |             |             |             |                  |                  |               |               |                |              |              |               |               |        |        |        |        |        |        |        |        |        |        |        |        |        |        |        |        |        |
| Otepää HS97                                                                   | Otepää HS97 | Kuopio HS100 | Kuopio HS127 | Einsiedeln HS117 | Einsiedeln HS117 | Ljubno HS94 | Ljubno HS94 | Villach HS98 | Villach HS98 | Lahti HS100 | Lahti HS100 | Falun HS100 | Falun HS100 | Kandersteg HS106 | Kandersteg HS106 | Notodden HS98 | Notodden HS98 | Zakopane HS105 | Villach HS98 | Villach HS98 | Oberhof HS100 | Oberhof HS100 | punkty |        |        |        |        |        |        |        |        |        |        |        |        |        |        |        |        |
| -                                                                             | -           | -            | -            | -                | -                | -           | -           | -            | -            | -           | -           | 51          | 46          | -                | -                | 44            | 45            | -              | -            | -            | -             | -             | 0      |        |        |        |        |        |        |        |        |        |        |        |        |        |        |        |        |
| Legenda                                                                       |             |              |              |                  |                  |             |             |              |              |             |             |             |             |                  |                  |               |               |                |              |              |               |               |        |        |        |        |        |        |        |        |        |        |        |        |        |        |        |        |        |
| 1 2 3 4-10 11-30 poniżej 30 dq – dyskwalifikacja - − zawodnik nie wystartował |             |              |              |                  |                  |             |             |              |              |             |             |             |             |                  |                  |               |               |                |              |              |               |               |        |        |        |        |        |        |        |        |        |        |        |        |        |        |        |        |        |